# Cimetière des martyrs de Dimbokro
Le Cimetière des martyrs de Dimbokro est un lieu de mémoire situé dans la ville de Dimbokro, en Côte d'Ivoire. Ce site commémore les victimes des événements politiques et des luttes pour l'indépendance du pays[Quand ?].

## Histoire
Le cimetière est dédié aux martyrs qui ont perdu la vie lors des conflits liés à la résistance coloniale et aux tensions politiques ayant marqué l'histoire de la Côte d'Ivoire. La ville de Dimbokro, centrale dans les mouvements nationalistes, est le lieu de morts de plusieurs de ces combattants. Le cimetière est un lieu de recueillement. ll incarne la mémoire collective de la lutte pour l'indépendance ivoirienne et symbolise l'hommage rendu à ceux qui ont sacrifié leur vie pour la patrie. Il est le site de cérémonies commémoratives, notamment lors des fêtes nationales, où les autorités locales et les familles des martyrs viennent rendre hommage aux disparus.

## Caractéristiques et importance culturelle et historique
Le cimetière contient des plaques commémoratives et des tombes, même si les martyrs sont enterrés dans une fosse commune. 
Le Cimetière des martyrs de Dimbokro est aujourd'hui un lieu important dans le paysage historique de la Côte d'Ivoire. Il permet de maintenir vivante la mémoire des luttes passées et de rappeler aux générations futures l'importance de ces sacrifices dans la construction de la nation,.

## Localisation
Le cimetière est situé à proximité du centre-ville de Dimbokro, une ville située dans la région du N'Zi, à environ 240 kilomètres au nord-est d'Abidjan, la capitale économique du pays.